# Fábián János (mérnök)
Felsőőri Fábián János Nepomuk (Ollár, Zala vármegye, 1836. június 24. – Budapest, 1902. június 14.) magyar mérnök, miniszteri osztálytanácsos, a Magyar Mérnök és Építész Egylet igazgatója.

## Családja és származása
A nemesi származású felsőőri Fábián család sarja. Édesapja felsőőri Fábián István (1792–1848), táblabíró, zalaegerszegi ügyvéd, édesanyja a lovászi és szentmargitai Sümeghy család leszármazottja, lovászi és szentmargitai Sümeghy Franciska (1812-1890) volt. Anyai nagyszülei lovászi és szentmargitai Sümeghy József (1757–1832) Zala vármegye alispánja, királyi tanácsos, és lovászi Jagasics Julianna (1775–1804) voltak. Fábián Jánosnak az anyai nagybátyjai felsőőri Bertha Ignác, akinek a neje Sümeghy Judit (1792–1880); Kerkapoly Mór (1821–1888), 1848-as szabadságharc őrnagy, országgyűlési képviselő, földbirtokos, akinek a felesége Sümeghy Mária (1823–1903), valamint lovászi és szentmargitai Sümeghy Ferenc (1819–1869) országgyűlési képviselő, földbirtokos, aki Deák Ferenc jó barátja volt. Fábián Jánosnak a féltestvére felsőeőri Fábián Terézia (1822–1880), akinek a férje kiszellői és nemesvarböki Csesznak János (1810-1901), Zala vármegye alispánja 1862. július 8-a és 1863. február 28.-a között, földbirtokos volt; Fábián Istvánnak az első felesége nagyunyomi Sényi Terézia (1793) volt, akinek a halálát követően lovászi és szentmargitai Sümeghy Franciska (1812-1890) kisasszonyt vette feleségül 1830. december 4-én Söjtörön. Fábián János édestestvérei: felsőőri Fábián Rozália Etelka (1842–1917), aki hajadonként hunyt el, és bezerédi Bezerédy Elekné felsőeőri Fábián Emilia (1833–1909) voltak.

## Élete
Fábián János Bécsben és Prágában végezte a mérnöki tanulmányait. 1867-ben a Közmunka- és Közlekedési Minisztérium szolgálatába lépett, ahol különböző tisztségeket töltött be. 1882 és 1899 között a Magyar Mérnök és Építész Egylet igazgatója, majd 1902-ig annak alelnöke volt. 1895-ben nyugdíjba vonult, és azután egy ideig a Patria Nyomda vezérigazgatójéként tevékenykedett. Emlékére 1902-ben az Egylet Fábián-díjat alapított.

## Házassága és leszármazottjai
Fábián János felesége a polgári származású Thiel Ilona Julianna Jozefa (Pest (belv.), 1849. szeptember 13.–Budapest, 1905. március 17.) lett, akinek a szülei Thiel Mátyás (1792–1859) pesti polgár, kereskedő, és Deák Julianna (1816–1875) voltak. Felsőőri Fábián János és Thiel Helén házasságából egyetlen leánygyermek született: 
- felsőőri Fábián Ilona Magdolna Sarolta (Pest (belv.), 1874. április 3.–Nagykanizsa, 1939. február 16.), aki hajadonként hunyt el.[11][12]